# Antichi (Stargate)
(Daniel Jackson in La fortezza di Avalon, Stargate SG-1, Episodio 9.02)
Gli Antichi sono una razza dell'universo fantascientifico di Stargate. Vengono indicati anche come Alterani o Lantiani.
Nella finzione di Stargate, gli Antichi sono stati la prima forma evolutiva dell'umanità, la quale grazie a milioni di anni di storia ha potuto evolvere le proprie conoscenze e tecnologie fino a raggiungere un livello di progresso ineguagliato da qualunque altra razza conosciuta. Molti Antichi sono ascesi, divenendo esseri dai poteri sovrannaturali.

## Storia

### La fuga degli Alterani
(Daniel Jackson in La fortezza di Avalon, Stargate SG-1, Episodio 9.02)
Sul pianeta Celestis, situato nella Galassia degli Alterani, si evolsero gli Alterani, la prima forma di Umanità dell'universo. Essi progredirono poi per un periodo di tempo imprecisato. Attorno a 50 milioni di anni fa, al loro interno nacque una spaccatura: parte di essi, gli Ori, credeva nell'esistenza di esseri superiori, e in definitiva nella necessità di una fede religiosa; l'altra parte, gli Anquietas, era invece convinta della razionalità del mondo e della validità totale della conoscenza scientifica di esso. Gli Ori divennero così estremisti nella loro visione che tentarono di distruggere gli Anquietas, che dovettero nascondersi per poter sopravvivere e poi lasciarono la loro galassia per non dover sostenere una guerra che non potevano vincere con l'altra fazione. Gli Anquietas verranno chiamati Antichi.

### La Via Lattea
Una volta lasciata la loro galassia d'origine, gli Antichi cercarono altri mondi dove ricominciare a vivere finché non giunsero su un pianeta prospero della Via Lattea (da loro chiamata Avalon), Dakara. Stanziatisi così nella Via Lattea (tra 50 e 30 milioni di anni fa) costruirono, sulla Terra, Atlantide, uno dei loro primi avamposti, che nei successivi milioni di anni sarebbe stata la loro capitale. In questo periodo costruirono anche diversi ZPM e stabilirono colonie di Proclarush, P3R-272 e Heliopolis, collegati dalla rete di Stargate. Si presume che su Proclarush fu costruita la Destiny.

### La piaga e l'esodo
In un periodo stimato tra 5 e 10 milioni di anni fa, tra gli Antichi si diffuse, a partire dalla loro nuova capitale in costruzione Vis Uban, una malattia praticamente incurabile che portò allo sterminio quasi totale del loro popolo. I pochi sopravvissuti tentarono, per risolvere il problema, di tornare indietro nel tempo su P4X-639, ma il tentativo fallì così, probabilmente allarmati dal fatto che gli Ori potessero aver trovato la galassia in cui erano andati, fuggirono trasportando la loro antica capitale, Atlantide, su un pianeta della Galassia di Pegaso, non lontana dalla Terra. Prima di abbandonare definitivamente la Via Lattea alcuni Antichi distrussero la vita nella Via Lattea di modo da estirpare totalmente il loro morbo, usando un congegno costruito sul pianeta Dakara; dopodiché, ricrearono la vita e le basi per una seconda evoluzione nella galassia. Grazie a ciò fu possibile lo sviluppo di una seconda evoluzione della specie umana, cioè quella terrestre, creata con alcune differenze genetiche rispetto agli Antichi.

### I Lantiani
Nella galassia di Pegaso i fuggiaschi dalla Via Lattea prosperarono per i successivi milioni di anni creando la vita umana anche in questa galassia e anche i loro futuri rivali, quando un fallimentare esperimento portò alla nascita dei Wraith, una specie che si nutre di linfa vitale. In questa galassia furono chiamati, dagli umani che crearono, Lantiani, che deriva da Lantea, il pianeta scelto per far atterrare Atlantide; i Lantiani erano chiamati anche avi.

### La guerra con i Wraith
Inizialmente gli Antichi sottovalutarono i Wraith e questo costò loro il dominio della galassia. Sebbene avessero una tecnologia estremamente superiore, erano purtroppo in minoranza numerica. I Wraith in circa 100 anni di guerra li sconfissero su tutti i fronti e li costrinsero a vivere solo su Atlantide, arrivando poi ad assediare la città stessa. Per anni lo scudo di Atlantide fu l'unica cosa che separava gli Antichi dalla sconfitta totale e dalla morte. Poco prima della loro probabile definitiva sconfitta, fecero credere a tutti i nemici che la città fosse stata distrutta, inabissandola in realtà con gli scudi funzionanti in modo che potesse conservarsi per un lungo tempo. Aprirono un varco con lo Stargate verso la Terra, abbandonando la loro antichissima città capitale.

### Il tramonto della civiltà
Sulla Terra tuttavia non erano più gli unici abitanti, essendosi nel frattempo evoluti gli umani; inoltre, i Goa'uld stavano lentamente arrivando ad assumere il controllo della Via Lattea. Di conseguenza gli Antichi si divisero: alcuni si mescolarono ai popoli della Terra, impiantando i primi semi di civiltà tra gli uomini, altri continuarono a viaggiare e a esplorare attraverso gli Stargate, altri ancora scelsero di ritirarsi in meditazione per ascendere.
Gli Antichi che lasciarono la Terra fondarono l'Alleanza delle quattro grandi razze con Asgard, Furling e Nox. In questo periodo realizzarono le loro ultime tecnologie, come l'ologramma solido con cui dovette combattere Cameron Mitchell.

### Dopo l'Ascensione
Dopo l'ascensione gli Antichi si diedero delle regole di interferenza molto ferree e Il Collettivo puniva severamente chi le infrangeva. Chaya Sar, una Lantiana ascesa, per evitare che il suo pianeta, Proculus, venisse distrutto dai Wraith decise di intervenire e distruggere la loro flotta, ma per questa ragione fu condannata a proteggere Proculus in eterno. Orlin diede agli abitanti di Velona un'arma per proteggersi dai Goa'uld, ma quando i Veloniani la usarono per la conquista il Collettivo li spazzò via, lasciando li Orlin.
Ad un certo punto Moros, conosciuto sulla Terra come Merlino, discese per creare un'arma con cui distruggere gli Ori. Ganos Lal, poi conosciuta come Morgana, fu inviata per distruggere l'arma di Merlino e le sue ricerche.

### Contatti moderni
Ai giorni nostri gli Antichi vivi non ascesi sono pochissimi. Le squadre SG hanno avuto un contatto significativo con Moros ultimo dei capi del consiglio di Atlantide. Vi fu un altro contatto quando la Daedalus aiutò una nave di classe Aurora, dispersa tra la galassia di Pegaso e la Via Lattea, che viaggiava a una velocità prossima a quella della luce e per il cui equipaggio era passato solo qualche anno dalla caduta di Atlantide. Tuttavia qualche settimana dopo questi Antichi vennero uccisi tutti dai Replicanti.

## Fisiologia e capacità
Grazie ai milioni di anni che hanno avuto a disposizione, gli Antichi più recenti sono molto più evoluti degli esseri umani. Un'Antica di 3 o 5 milioni di anni fa, chiamata Ayiana, ha dimostrato di poter sopravvivere in animazione sospesa in un blocco di ghiaccio, alle temperature antartiche, per almeno 3 milioni di anni; di poter guarire completamente da piccole ferite da taglio in pochi minuti; e di saper comprendere una lingua totalmente estranea dopo poche ore. In Stargate si sposa la teoria dello Sfruttamento del 10% del cervello, e gli Antichi ne sfruttano almeno il 90%, possedendo un costrutto neurologico molto più complesso. Questo dà loro una capacità di immagazzinare e sfruttare conoscenze che va molto oltre quella degli esseri umani, e diverse abilità mentali come capacità sensoriali, l'abilità di curare gli altri con il tocco, una forma di telepatia e una telecinesi potente, oltreché la capacità di imparare ad ascendere.
All'interno del loro corredo genetico vi è un particolare gene, chiamato Gene ATA, che viene usato per attivare e interagire con le loro tecnologie più avanzate, come l'interfaccia di Atlantide e i Jumper. Tra i terrestri, questo gene può essere presente in alcuni individui perché gli umani sono stati generati dagli Antichi, dopo l'attivazione dell'arma di Dakara, ma non essendo uguali agli Antichi in molti questo gene non è presente.
Con l'ascensione gli Antichi hanno perso la forma umana e dunque la loro fisiologia.

## Architettura
Gli Antichi sembrano preferire le strutture in pietra arricchite con il Naquadah per rinforzarle. Vi sono due esempi in grado di rappresentare questa forma di architettura, in rapporto tra la forma primitiva che sembrano avere e l'elevata tecnologia che nascondono: la super arma di Dakara e l'archivio degli Antichi. Anche la loro tecnologia a volte si basa sulla pietra. Gli Stargate, per esempio, hanno i simboli incisi proprio sulla pietra, la quale ruota quando viene attivato il dispositivo. Sono inoltre conosciuti per essere abituali nello scrivere su tavolette di pietra. L'uso della pietra con il Naquadah sembra una scelta tecnica per far durare la loro tecnologia milioni di anni in modo che non si degradi in pochi secoli e perché ogni altra tecnologia avrebbe dovuto richiedere una fonte energetica, che si sarebbe poi esaurita.
Quando gli Antichi giunsero nella galassia di Pegaso cominciarono a costruire strutture metalliche ma quando ritornarono nella Via Lattea ripresero a costruire usando la pietra. Osservando i due tipi di architettura si deduce che le strutture di Pegaso siano "più nuove" rispetto a quella della Via Lattea (Via Lattea: 30-50 milioni di anni fa. Pegaso: 10 milioni di anni fa - 10.000 a.C.). Il motivo per cui ripresero ad usare la pietra, almeno sulla Terra, fu perché molti di loro ascesero e coloro che restarono vissero tra le culture umane primitive e lo stesso Merlino rivisse come uomo all'epoca dei miti su Artù e i suoi cavalieri.

## Filosofia
Gli Antichi sono celebri per la loro credenza nel libero arbitrio di tutti e per assicurare che agli altri sia concesso di prendere le proprie decisioni senza che altri interferiscano.

### Come esseri umani
(Donna Antica, ne Stargate: L'arca della verità)
Gli Antichi credevano nella scienza, nella ragione e nella logica. Conoscenza e illuminazione erano fondamentali per il loro punto di vista. Essi credevano che l'universo dovesse essere studiato e che la sperimentazione scientifica è fondamentale per ottenere conoscenza. Ancora più importante, gli Antichi credevano nel libero arbitrio: credevano che il diritto di una persona di scegliere in cosa credere fosse più importante di ogni altra cosa. Questa loro credenza portò molto danno a se stessi, infatti, fu ciò che li "costrinse" ad accettare il fanatismo degli Ori e di coloro che li adorano.
Gli Antichi avevano anche delle rigide regole riguardo al viaggio nel tempo. Ad ogni modo, anche questa regola è stata infranta. Janus ha sviluppato la tecnologia per il viaggio nel tempo, che condusse Elizabeth Weir nell'Atlantide di 10.000 anni prima e che portò Janus in un mondo della Via Lattea dove scrisse, su una colonna, la storia di eventi futuri sul pianeta dove venne esiliato Harry Maybourne.

### Come esseri ascesi
Gli Antichi ascesi hanno una filosofia molto rigida (simile alla Prima direttiva di Star Trek): a detta di Orlin, si condensa in quanto segue:
Ciononostante, questa regola viene spesso violata, con varie conseguenze. Orlin stesso ha assistito gli umani di Velona nella difesa contro un attacco alieno fornendo loro la conoscenza necessaria per costruire un'arma potentissima venendo condannato a rimanere sul mondo che aveva aiutato, mentre Il Collettivo spazzava via il popolo di Velona prima che avesse la possibilità di iniziare le sue conquiste. Oma Desala invece ha aiutato ripetutamente quelli al di sotto ad ascendere, aiutando accidentalmente anche il Goa'uld Anubis. Come punizione, ad Anubis fu proibito di usare le proprie capacità da asceso, potendo fisicamente fare solo ed esclusivamente le cose che avrebbe potuto fare da Goa'uld ma mantenendo però quasi tutte le conoscenze ottenute con l'ascensione. Chaya Sar è un'Antica ascesa bandita per aver usato i suoi poteri per proteggere Proculus dai Wraith.
Tra esseri ascesi e esseri umani vi è un reale trasferimento di energia verso gli ascesi che concede loro ulteriori poteri. Per questo motivo gli Ori crearono una religione che li adorasse e sempre per questo motivo gli Antichi decisero di non interferire con questo piano d'esistenza. La tentazione di nuovi poteri infatti avrebbe potuto portare anche gli Antichi ad interferire con la volontà degli altri esseri viventi, contrariamente ad ogni loro principio.

## Tecnologia
La tecnologia degli Antichi è la più avanzata scoperta dalla Terra; solo quelle degli Ori, di Anubis, degli Asgard e dei Replicatori possono confrontarsi con essa. Essi hanno creato la rete degli Stargate, città volanti, ZPM, macchine del tempo, dispositivi che mostrano creature di altri universi, dispositivi "a muro" che "scrivono" informazioni nel cervello di un essere umano/Antico
, dispositivi di guarigione, che hanno fatto da base al Sarcofago dei Goa'uld, e risequenziatori di DNA, il cui utilizzo è la modifica del DNA di coloro al di fuori della specie degli Antichi che sono ancora troppo indietro nell'evoluzione biologica per poter ascendere ma ne sono comunque degni. Tutte le loro tecnologie sono realizzate in modo da durare per milioni di anni senza deteriorarsi, esattamente come le loro strutture.
La tecnologia Antica più recente ha bisogno, per essere attivata, della possessione, da parte dell'essere che la utilizzi, del gene ATA; tuttavia gli Antichi hanno continuato ad utilizzare anche sistemi con pulsanti, che non richiedono tale gene.
Gli Antichi avevano anche una notevole tecnologia bellica. Difendevano le loro città, colonie ed avamposti con potentissime armi di difesa planetarie (come ad esempio l'avamposto pieno di droni in Antartide e quello simile su Proclarush). Avevano anche imponenti vascelli da battaglia. Gli unici visti sono quelli denominati, dalle spedizioni terrestri, classe Aurora, armate con gli stessi droni e scudi molto potenti e si è vista anche la Destiny in Stargate Universe, armata di scudi e armi laser, nonostante sia molto più antica dell'Aurora.

Con le conoscenze degli Antichi Jack O'Neill è stato in grado di creare la prima arma in grado di distruggere definitivamente i Replicatori di forma umanoide.

## Lingua e scrittura

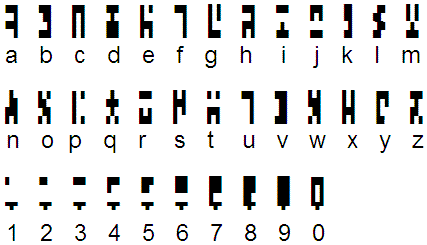
L'alfabeto e numeri degli Antichi

La lingua degli Antichi sembra essere una precorritrice del latino, anche se è ancora ben distinta, ed ha un sistema di scrittura unico nel suo genere. A differenza dei sistemi di scrittura dei Goa'uld e degli Asgard, che corrispondono rispettivamente ai geroglifici dell'Antico Egitto ed alle rune nordiche, la scrittura degli Antichi non trova corrispondenze né analogie con alcun alfabeto terrestre, anche se possiedono lo stesso numero di lettere dell'alfabeto inglese e usano un codice numero decimale, da '0' a '9'. Generalmente parlando, i caratteri degli Antichi sono rettangolari e formati da un massimo di dodici quadrati più piccoli. Analogamente al latino, dove le lettere 'U' e 'V' si scrivono allo stesso modo, le lettere 'U' e 'F' si scrivono in modo identico. Si può vedere inoltre che le lettere 'J' e 'R' sono identiche e quindi possono essere scambiate, scrivendole rovesciate sottosopra.
Su Pegaso gli Athosiani, e probabilmente altre civiltà umane nella galassia di Pegaso, recitano le loro preghiere in Antico, mentre la lingua dei Wraith discende proprio da quella degli Antichi.
Sembra che la scrittura degli Antichi possa essere imparata con una difficoltà di medio livello dagli umani, anche se esistono ancora molti dialetti, il che rende la lettura e la traduzione difficile se non si è esperti.
I termini singoli conosciuti nella lingua Antica sono:
| Antico            | Latino           | Italiano                                                                 | Note                              |
| Adventus          | Adventus         | In arrivo                                                                | Inversione temporale              |
| Alteras           | Alii, Alter      | Alterani, Altri                                                          | Una nuova avventura               |
| Amacus            | Amici            | Amici                                                                    | Città perduta (Parte 2)           |
| Ani               | Esse             | Essere                                                                   | La quinta razza                   |
| Anqueetas         | Antiqui          | Antichi                                                                  | La quinta razza                   |
| Armeria           | Arca             | Arca                                                                     | Stargate: L'arca della verità     |
| Armeria Verimas   | Arca Veritatis   | Arca della Verità                                                        | Stargate: L'arca della verità     |
| Asordo            | Adservo          | Aiuto                                                                    | La quinta razza                   |
| Astria Porta      | Porta Astrorum   | Porta degli Astri, Stargate                                              | Una nuova avventura               |
| Atlantus          | Atlantis         | Atlantide                                                                | Città perduta (Parte 2)           |
| Avalon            | Via Lactea       | Via Lattea                                                               | Una nuova avventura               |
| Aveo              | Ave, Vale        | Arrivederci, Addio                                                       | Città perduta (Parte 2)           |
| Avernakis         | Universus        | Universo                                                                 | Virus mortale (Parte 2)           |
| Clavia            | Clavis           | Chiave                                                                   | La ricerca (Parte 1)              |
| Clementia         | Clementia        | Clemenza                                                                 | Stargate: L'arca della verità     |
| Colonian          | Colonia          | Colonia                                                                  | Inversione temporale              |
| Comdo             | Commodo          | Prego                                                                    | La quinta razza                   |
| Contagia          | Contagio         | Contagio                                                                 | La ricerca (Parte 1)              |
| Cozars            | Cruris           | Gambe                                                                    | La quinta razza                   |
| Cruvis            | Curvus           | Falsità                                                                  | La quinta razza                   |
| Deductavum        | Deductus         | C'era                                                                    | Inversione temporale              |
| Derentis          | Demens           | Pazzo                                                                    | Città perduta (Parte 1)           |
| Deserdi           | Desiderare       | Desiderare                                                               | La quinta razza                   |
| Disce             | Discere          | Imparare                                                                 | Carne e sangue                    |
| Domivaitus        | Dominus          | Signore, Maestro                                                         | Inversione temporale              |
| Dormata           | Dormire          | Dormire                                                                  | Città perduta (Parte 2)           |
| Ego               | Ego              | Io                                                                       | La quinta razza                   |
| Etere             | Aeternus         | Eterno                                                                   | La massa oscura                   |
| Etium             | Ita (est), Etiam | Sì                                                                       | La quinta razza                   |
| Euge              | Eu, Euge         | Bene (esclamazione)                                                      | La quinta razza                   |
| Fallatus          | Facultas         | Abilità                                                                  | La quinta razza                   |
| Fargit            | Finitus (est)    | Finito                                                                   | La quinta razza                   |
| Fron              | Frons            | Volto, Fronte                                                            | La quinta razza                   |
| Glaciuse          | Glacie           | Ghiaccio                                                                 | Città perduta (Parte 2)           |
| Hic               | Hic              | Qui                                                                      | La quinta razza                   |
| Illac             | Illac            | Cammino, Via                                                             | Una vendetta personale            |
| Incursis          | Incursio         | Attacco, Invasione                                                       | Echi                              |
| Indeo             | Egeo             | Necessito di, Ho bisogno di                                              | La quinta razza                   |
| Infinitas         | Infinitus        | Infinito                                                                 | Memento mori                      |
| Lacun             | Lateo            | Perduto, Nascosto                                                        | La caduta                         |
| Locas             | Locus            | Luogo                                                                    | La quinta razza                   |
| Lume              | Lux, Lumen       | Luce                                                                     | La massa oscura                   |
| Moros             | Merlinus         | Merlino                                                                  | Il progetto Pegasus               |
| Mundus            | Mundus           | Mondo                                                                    | Verso la salvezza                 |
| Navo, Novus       | Novus            | Nuovo                                                                    | La quinta razza Verso la salvezza |
| Netario           | Necesse          | Necessario                                                               | Una nuova avventura               |
| Nou               | Nos              | Noi                                                                      | La quinta razza                   |
| Omnes             | Omnes            | Ogni, Tutti                                                              | Carne e sangue                    |
| Ori               | Deus             | Divinità                                                                 | Una nuova avventura               |
| Pare              | Patres           | Padri                                                                    | La massa oscura                   |
| Proclarush Taonas | Perditus Ignis   | Perso tra le Fiamme                                                      | Città perduta (Parte 2)           |
| Puta              | Putare           | Credere, Pensare                                                         | Una nuova avventura               |
| Renin             | Regnum           | Regno                                                                    | Una vendetta personale            |
| Sanctus           | Sanctus          | Sacro, Lodato                                                            | La trappola                       |
| Sua               | Sol              | Sole                                                                     | Inversione temporale              |
| Subo              | Sub              | Sotto                                                                    | Città perduta (Parte 2)           |
| Tempus            | Tempus           | Tempo                                                                    | Inversione temporale              |
| Tempo             | Templum          | Tempio                                                                   | La massa oscura                   |
| Tenara            | Terra Tener      | La Terra dei Giovani, La Terra di Young ('Young' è 'Giovane' in inglese) | Verso la salvezza                 |
| Thessara          | Thesaurus        | Tesoro                                                                   | Memento mori                      |
| Uno               | Unus, Una, Unum  | Uno                                                                      | Carne e sangue                    |
| Ventio            | Ventus           | Vento                                                                    | La ricerca (Parte 1)              |
| Verimas           | Veritas          | Verità                                                                   | Stargate: L'arca della verità     |
| Videum            | Videmur          | Lascito                                                                  | La quinta razza                   |
| Vis Uban          | Vis Urbs         | Posto di Grande Potere                                                   | La caduta                         |

### Le frasi conosciute nella lingua Antica sono
| Antico                                                  | Italiano                                                                                     | Note                          |
| Aveo, amacus                                            | Arrivederci/Addio, amico mio                                                                 | Città perduta (Parte 2)       |
| Clava thessara infinitas                                | Chiave di un infinito tesoro                                                                 | Memento mori                  |
| Calium videre eessit, et eraos ad sidera tollere vultus | Quando la vedi, vedi il cielo, e quelli sulla Terra devono alzare lo sguardo verso le stelle | Carne e sangue                |
| Domivaitus vestul motobilum                             | Signore di un incerto passato                                                                | Inversione temporale          |
| Comdo asordo                                            | Prego, aiuto                                                                                 | La quinta razza               |
| Ego deserdi asordo                                      | Io chiedo/desidero aiuto                                                                     | La quinta razza               |
| Ego indeo navo locus                                    | Io ho bisogno di un posto nuovo                                                              | La quinta razza               |
| Enimun lupum purnum pravis intus                        | In verità, il peccatore corrotto sarà purificato da dentro                                   | Stargate: L'arca della verità |
| Ex uno disce omnes                                      | Da uno, tutti impareremo                                                                     | Carne e sangue                |
| Hic qua videum                                          | Il luogo del nostro lascito                                                                  | La quinta razza               |
| Illac Renin                                             | Regno del Cammino                                                                            | Una vendetta personale        |
| Mia clementia, denar esto                               | Abbiate pietà. Ero cieco, ma ora vedo                                                        | Stargate: L'arca della verità |
| Nou ani Anquieetas                                      | Noi siamo gli Antichi                                                                        | La quinta razza               |
| On na matta netario                                     | Questo non è davvero necessario                                                              | Una nuova avventura           |
| Pare lume tempo eteri                                   | Padri della luce del tempio imperituro                                                       | La massa oscura               |
| Sanctus Ori                                             | Santificati siano gli Ori                                                                    | La trappola                   |
| Tua puta ego                                            | Io credo in te                                                                               | Una nuova avventura           |

## Avamposti degli Antichi

### Via Lattea
- Camelot
- Dakara
- Proclarush Taonas
- P3R-272
- P3X-439
- P4X-639
- P9X-391
- Avamposto antartico
- Vis Uban
- Avamposto d'osservazione solare[36]

### Galassia di Pegaso
- Città degli Antichi di Athos
- Città degli Antichi di M7G-677
- Taranis
- Dagan
- Doranda
- Lantea
- Pianeta della città-nave sorella di Atlantide[37]